# Gran Premio Industria e Commercio di Prato
Der Gran Premio Industria e Commercio di Prato (it., dt. Großer Preis der Industrie und des Handels von Prato) ist ein ehemaliges Eintagesrennen im Straßenradsport mit Start und Ziel im toskanischen Prato.
Der Wettbewerb wurde erstmals 1945 ausgetragen und war zwischen 2005 und 2015 Teil der UCI Europe Tour in UCI-Kategorie 1.1. Nach der Veranstaltung des Jahres 2015 wurde das Rennen nur noch im nationalen italienischen Radsportkalender ausgetragen.

## Sieger
- 1946  Nedo Logli
- 1947  Sergio Maggini
- 1948  Giulio Bresci
- 1949  Luciano Maggini
- 1950  Ferdy Kübler
- 1951  Arrigo Padovan
- 1952  Luciano Maggini
- 1953  Rino Benedetti
- 1954  Danilo Barozzi
- 1955  Aldo Moser
- 1956  Danilo Barozzi
- 1957  Silvano Ciampi
- 1958  Ercole Baldini
- 1959  Giuseppe Fallerini
- 1960  Alfredo Sabbadin
- 1961  Gilbert Desmet
- 1962  Bruno Mealli
- 1963  Vendramino Bariviera
- 1964  Michele Dancelli
- 1965  Michele Dancelli
- 1966  Italo Zilioli
- 1967  Michele Dancelli
- 1968  Adriano Durante
- 1969  Alberto Della Torre
- 1970  Marcello Bergamo
- 1971  Franco Bitossi
- 1972  Constantino Conti
- 1973  Fabrizio Fabbri
- 1974  Fabrizio Fabbri
- 1975  Constantino Conti
- 1976  Walter Riccomi
- 1977  Claudio Bortolotto
- 1978  Bernt Johansson
- 1979  Bernt Johansson
- 1980  Silvano Contini
- 1981  Moreno Argentin
- 1982  Moreno Argentin
- 1983  Luciano Rabbottini
- 1984  Pierino Gavazzi
- 1985  Ezio Moroni
- 1986  Harald Maier
- 1987  Daniele Caroli
- 1988  Maurizio Fondriest
- 1989  Pierino Gavazzi
- 1990  Stephan Joho
- 1991  Enrico Galleschi
- 1992  Leonardo Sierra
- 1993  Massimo Podenzana
- 1994  Marco Saligari
- 1995  Fabrizio Bontempi
- 1996  Fabrizio Guidi
- 1997  Mariano Piccoli
- 1998  Felice Puttini
- 1999  Alessandro Baronti
- 2000  Sergio Barbero
- 2001  Davide Rebellin
- 2002  Wolodymyr Duma
- 2003  Davide Rebellin
- 2004  Nick Nuyens
- 2005  Murilo Fischer
- 2006  Daniele Bennati
- 2007  Filippo Pozzato
- 2008  Mychajlo Chalilow
- 2009  Giovanni Visconti
- 2010  Diego Ulissi
- 2011  Peter Sagan
- 2012  Emanuele Sella
- 2013  Gianfranco Zilioli
- 2014  Sonny Colbrelli
- 2015  Daniele Bennati